# Наумов, Станислав Александрович
Станислав Александрович Наумов (род. 4 сентября 1972, Магнитогорск, Челябинская область) — российский государственный деятель, преподаватель. Избран по партийному списку ЛДПР депутатом Государственной думы Федерального собрания Российской Федерации VIII созыва в 2021 году (от Челябинской области).
Из-за вторжения России на Украину, находится под международными санкциями Евросоюза, США, Великобритании и ряда других стран
В ноябре 2024 призвал к бойкоту обществом уехавших за границу соотечественников

## Биография
Родился 4 октября 1972 года в Магнитогорске Челябинской области, окончил школу N 58 и Уральский государственный университет в 1994 году, работал грузчиком на гормолкомбинате и в аэропорту, совмещал учёбу на отделении политологии с практическим опытом руководства центром общественных связей администрации Магнитогорска.
В 1997—1999 годах работал в Государственной налоговой службе. Вошел в команду бывшего вице-губернатора Челябинской области Виктора Христенко.
В 1999—2008 годах директор департамента экономического анализа и перспективного планирования Минпромэнерго РФ
В 2008—2010 годах заместитель министра Минпромторг РФ Виктора Христенко. Директор департамента Правительства РФ. Действительный советник государственной службы 2 класса.
В 2010—2020 годах VI Президент Российской ассоциации по связям с общественностью (РАСО).
В 2010—2012 годах вице-президент фонда Сколково, заведующий кафедрой философии Национального исследовательского ядерного университета «МИФИ».
В 2015—2019 годах директор по взаимодействию с органами государственной власти X5 Retail Group.
В 2013—2021 годах исполнительный директор, генеральный директор Евразийского центра интеграционных исследований и коммуникаций, член Консультативного Совета по взаимодействию Евразийской экономической комиссии с деловым Советом ЕАЭС. С 2020 года куратор магистерской программы Высшей школы экономики «Коммуникации государства, бизнеса и НКО».
В 2020—2021 годах председатель «Ассоциации фармацевтических производителей Евразийского экономического союза»
В 2020 году победитель конкурса «Лидеры России — Политика». С декабря 2020 по июнь 2021 года прошёл обучение и повысил квалификацию по программе Высшей школы государственного управления РАНХиГС. В 2021 году участвовал в предварительном голосовании Единой России.
В 2021 году по итогу выборов в Государственную думу получил по партийному списку мандат депутата ГД VIII созыва от партии ЛДПР от Челябинской области, сменив Виталия Пашина.

## Награды
- Медаль «За вклад в развитие Евразийского экономического союза» (29 мая 2019 года, Высший совет Евразийского экономического союза)[12]
- Юбилейная медаль «МПА СНГ. 30 лет» (16 ноября 2023 года, Межпарламентская ассамблея СНГ) — за заслуги в деле развития и укрепления парламентаризма, за вклад в развитие и совершенствование правовых основ функционирования Содружества Независимых Государств, укрепление международных связей и межпарламентского сотрудничества[13]